# Schwendt
Pour les articles homonymes, voir Schwendt (homonymie).
Schwendt est une commune autrichienne du district de Kitzbühel dans le Tyrol.

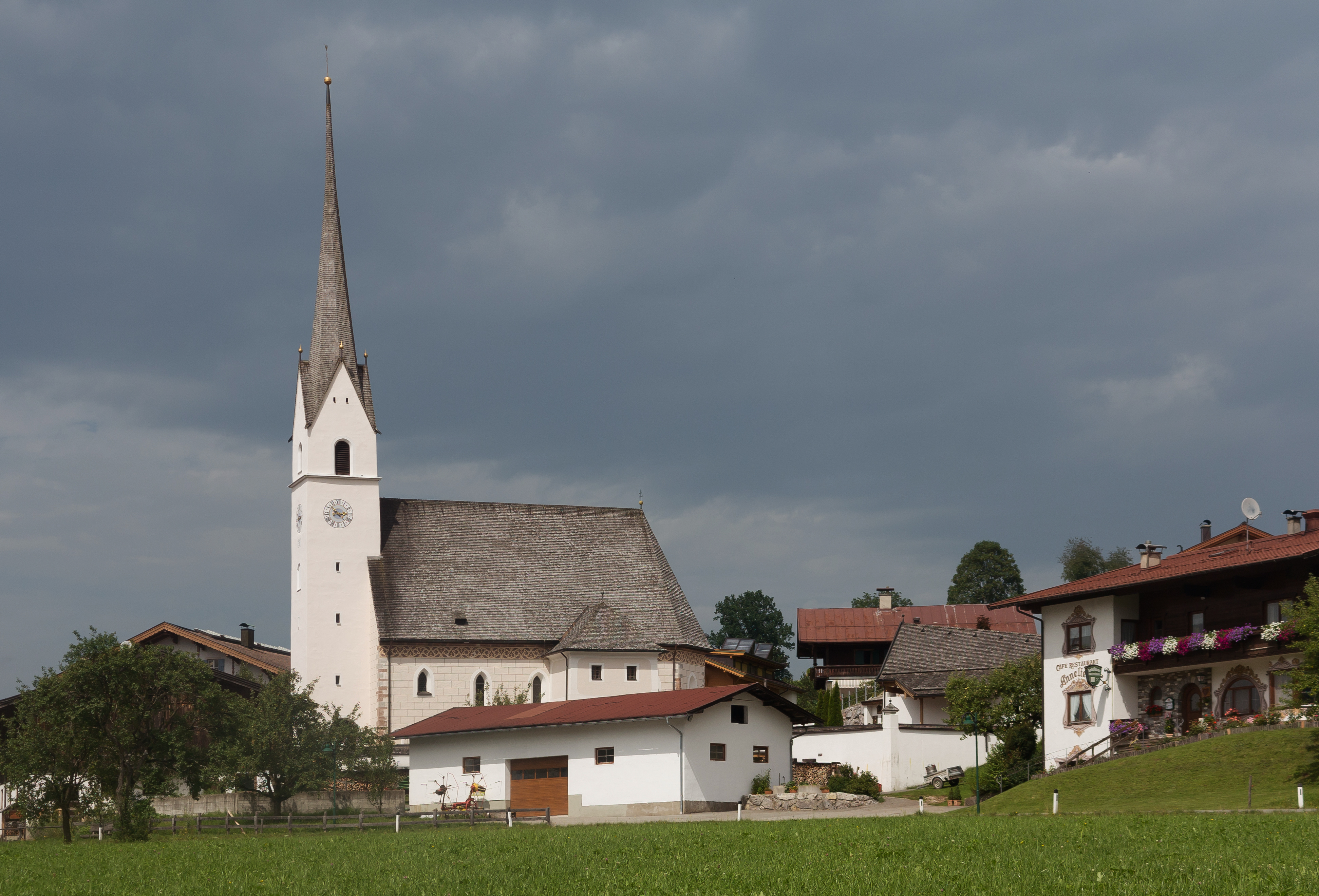
Église: die Sankt Ägidiuskirche